# Gunnar Nilsson (boxe anglaise)
Pour les articles homonymes, voir Gunnar Nilsson.
Gunnar Nilsson est un boxeur suédois né le 23 mars 1923 à Grevie et mort le 13 mai 2005 à Västra Frölunda.

## Biographie
Il remporte la médaille d'argent olympique des poids lourds aux Jeux de Londres en 1948 en étant battu en finale par l'Argentin Rafael Iglesias.